# Onchidium
Genre
Onchidium est un genre de mollusques amphibies de la famille des Onchidiidae.

## Liste des espèces
Selon World Register of Marine Species (30 octobre 2024) :
- Onchidium melakense Dayrat & Goulding, 2019
- Onchidium multiradiatum C. Semper, 1882
- Onchidium nebulosum C. Semper, 1880
- Onchidium reevesii (Gray, 1850)
- Onchidium stuxbergi (Westerlund, 1883)
- Onchidium typhae Buchannan, 1800 - espèce type

## Systématique
Le nom valide complet (avec auteur) de ce taxon est Onchidium Buchannan, 1800,. Son espèce type est Onchidium typhae,.

### Synonymes
Onchidium a pour synonymes :
- Elophilus Labbé, 1935
- Labbella Starobogatov, 1970
- Oncidium [sic]
- Orchidium [sic]

### Publication originale
- [1800] (en) Francis Buchannan, « An account of the Onchidium, a new genus of the class of vermes, found in Bengal », Transactions of the Linnean Society of London, Royaume-Uni, vol. 5,‎ 1800, p. 132–134 (ISSN 1945-9432, e-ISSN 1945-9335, lire en ligne, consulté le 30 octobre 2024).